# Loredana Ohai
Loredana Ohai (ur. 24 marca 1993) – rumuńska judoczka. Uczestniczka mistrzostw świata w 2013, 2014, 2015, 2017, 2019 i 2021. Startowała w Pucharze Świata w latach 2010, 2012–2016, 2019 i 2021. Wicemistrzyni igrzysk frankofońskich w 2013. Mistrzyni świata policjantek w 2019. Siódma na uniwersjadzie w 2015. Mistrzyni Europy U-23 w 2013 i trzecia w 2011 i 2012. Trzecia na ME juniorów w 2010. Mistrzyni Rumunii w 2011, 2012, 2013, 2015 i 2018 roku.